# Super Smash Bros. (videójáték)
A Super Smash Bros. (visszamenőleg hivatkozva, mint Super Smash Bros. 64 vagy Smash 64) egy 1999-es crossover verekedős játék, amit a HAL Laboratory fejlesztett és a Nintendo adta ki Nintendo 64-re. Eredetileg 1999. január 21-én adták ki Japánban, majd ugyanennek az évnek április 26-án Észak-Amerikában, majd november 19-én Európában. A Super Smash Bros. sorozat első része egy crossover a Nintendo franchise-jai – a Super Mario, a The Legend of Zelda, a Star Fox, a Yoshi, a Donkey Kong, a Metroid, az F-Zero, a Mother, a Kirby és a Pokémon – között. Szerepelnek benne az említett franchise-ok szereplői és helyszínei, valamint a játékosok használhatják a karakterek egyedi képességeit és a küzdőtér veszélyeit, hogy kárt okozzanak, visszanyerjék életerejüket és, hogy kilökjék az ellenfeleket a pályáról.
A Super Smash Bros. többnyire pozitív kritikákat kapott kiadásakor. Kereskedelmi siker volt, több mint öt millió példányban kelt el 2001-ig, 2,93 millió példányban kelt el Észak-Amerikában, és 1,97 millió példányban Japánban. Az IGN-től kapott egy „Szerkesztő Választása” díjat, mint a „Legjobb Verekedős Játék” és Player’s Choice cím lett Nintendo 64-en. A játék kapott egy sor folytatást minden egyes következő Nintendo konzolra, kezdve a Super Smash Bros. Melee-vel, ami GameCube-ra jelent meg 2001-ben.

## Játékmenet
A Super Smash Bros. sorozat eltér az általános verekedős játékoktól; ahelyett, hogy lemerítenénk az ellenfél életerőcsíkját, a Smash Bros. játékosoknak ki kell ütniük ellenfeleiket a küzdőtérről. Minden játékosnak, hogy mennyi kárt szenvedett, százalékban van mérve, és növekszik, amíg el nem éri a 999%-ot. Ahogy növekszik a százalék, a karaktert egyre messzebbre lehet lökni. Hogy ki lehessen ütni egy ellenfelet, a játékosnak azt a karaktert a pálya szélére kell repítenie, ami nem zárt aréna, hanem a terület nyílt határai. Amikor ki lett ütve a küzdőtérről, a karakternek van még lehetősége ugrómozdulatokkal visszatérnie; bizonyos karaktereknek hosszabb távú ugrása van és könnyebben „állhatnak talpra”, mint mások. Ráadásul a karakterek súlya eltér, így nehezebb leütni a szélről, de nehezebben állhatnak talpra, ha kirepülnek a pályáról.
Miközben az olyan játékokban, mint a Street Fighterben vagy a Tekkenben a játékosoknak memorizálnia kell a bonyolult gombkombinációkat, a Super Smash Bros. ugyanazokat az irányítási kombinációkat használja minden karakternek összes mozdulatához. Ezenkívül a karakterek nincsenek korlátozva, hogy csak szembenézzenek ellenfeleikkel, ehelyett szabadon mozoghatnak. A játék jobban összpontosít légi és platformerező képességekre, mint más verekedős játékok, a nagyobb és dinamikusabb küzdőterekkel, az egyszerű lapos platformokkal szemben. A Smash Bros.-ba szintén belekerültek a blokkolás és „dodge”-olási mechanikák. A más karakterek megragadása és eldobása szintén lehetséges.
Különböző fegyvereket és power-upokat lehet használni a harcban, hogy kárt lehessen okozni az ellenfélben, helyreállítani az egészséget, vagy további tárgyak kiosztására. Ezek véletlenszerűen esnek a küzdőtérre, és a Nintendo franchise-ok tárgyainak formájában jelennek meg (mint például Koopa páncélok, kalapácsok és Poké labdák). A játékban kilenc többjátékos küzdőtér és helyszín jelenik, amiket más Nintendo franchise-okból vettek, mint például a Zebes bolygó a Metroidból, vagy a „Sector Z” a Star Foxból. Habár a pályák 3D-ben vannak rendelve, a játékosok egy két dimenziós síklapon mozognak. A küzdőterek dinamikusak, sora egyszerű mozgó platformoktól, drámaian változó egész küzdőterekig. Minden küzdőtérnek egyéni játékmenete és stratégiai motívumai vannak, ami miatt a kiválasztott pálya egy további tényező a harcban.
A játék egyjátékos módjában a játékosnak egy sor számítógép által irányított ellenféllel kell megküzdeni egy bizonyos sorrendben, korlátozott mennyiségű élettel, és korlátozott idő alatt. Miközben a játékos meghatározhatja a nehézséget és az életek számát, de az ellenfelek sora sosem változik. Ha a játékos elveszti az összes életét, vagy elfogyik az idő, akkor van lehetőség a folytatásra, a pontszám csökkenéséért cserébe. Ezt a módot a későbbi játékokban „Classic Mode”-nak hívják. Az egyjátékos módban van két minijáték: az egyik a „Break the Targets”, amiben a célpontokat kell széttörni, a másik pedig a „Board the Platforms”, amiben a több különböző platformra kell ugrani. A „Training Mode”-ban a játékosok manipulálhatják a környezetet és gyakorolhatnak a számítógép által vezérelt ellenfelek ellen egy standard meccs korlátozásai nélkül.
A többjátékos módot legfeljebb négyen játszhatják, és a szabályokat a játékosok határozhatják meg előre. Két féle többjátékos mód van: „Time”, és „Stock”. A játékosoknak meg kell adniuk, hogy mennyi legyen az életek mennyisége, vagy az időkorlátozás, mielőtt megkezdenék a meccset. Szintén lehet választani a „Free-for-all” és a csapat harcok között, amiknél szintén lehet választani a „Time” és a „Stock” között. A győztes akkor van kihirdetve, vagy ha lejár az idő, vagy ha egy kivételével az összes játékos vagy az egyik csapat elveszíti az összes életét. Ha egy meccs döntetlennel végződhet (kettő vagy több játékosnak ugyanannyi pontja van, amikor lejár az idő), akkor „Hirtelen halál” történik. Ha egy többjátékos meccs döntetlennel végződhet (kettő vagy több játékosnak ugyanannyi pontja van, mikor lejár az idő), akkor a meccs „Hirtelen halál”lal végződik. A hirtelen halál során minden harcosnak 300%-os sérülése van, és az utolsó talpon maradó harcos nyeri a meccset.

## Szereplők
A játékban szerepel tizenkettő játszható karakter a népszerű Nintendo franchise-okból. Minden szereplőnek van egy sorozatukhoz megfelelő szimbólum a sérülésmérőjük mögött (például Linknél egy Triforce, míg Pikachunál egy Poké Labda jelenik meg). Továbbá a szereplők felismerhető mozdulatait saját eredeti sorozataikból vették át, mint például Samus ágyújának feltöltődését, vagy Link fegyverzetét. Kezdetben csak nyolc karakter játszható, és négy további szereplőt lehet kinyitni, ha megfelelnek a feltételek.
A rajzok a karakterekről a borítón és a kézikönyvben képregénystílusúak, és a karakterek életre kelt játék babaként vannak ábrázolva. Ezt a stílust a későbbi részek elhagyták, amikben trófeák babák helyett és játékon belüli modellek, ahelyett, hogy kézzel rajzoltak.

## Fejlesztés
A Super Smash Bros.-t a HAL Laboratory, a Nintendo második fél fejlesztője fejlesztette 1998-ban. Szakurai Maszahiro egy olyan verekedős játékot akart fejleszteni, amit legfeljebb négyen is játszhatnak. Mivel nem voltak eredeti ötletei, az első dizájnjai egyszerű alap karakterek voltak. Csinált egy prezentációt munkatársának Ivata Szatorunak, amit úgy nevezett, hogy Kakutó Gému Riúó (格闘ゲーム竜王, ’Sárkány király: A verekedős játék’). Szakurai jól tudta, hogy sok verekedős játék nem kel jól és ezért azon gondolkozott, hogy tegye a játékát egyedivé. Az első ötlete az volt, hogy híres Nintendo karakterek szerepeljenek benne, és egy mással harcolnak. Tudván, hogy nem kapna engedélyt, Szakurai a Nintendo engedélye nélkül csinálta meg a játék prototípusát, és addig nem értesítette őket, amíg nem volt abban biztos, hogy a játék jól kiegyensúlyozottá válik. A prototípusában szerepelt Mario, Donkey Kong, Samus és Fox, mint játszható karakterek. Az ötletet később jóváhagyták. Habár a Nintendo vagy a Super Smash Bros. bármely fejlesztője sosem ismerte el, a harmadik fél források a Namco 1995-ös verekedős játékát a The Outfoxiest azonosítják inspirációként, miközben Szakurai azt mondta, hogy az ötlet, hogy csináljon egy kezdőbarát verededős játékot, abból a tapasztalatból jött, hogy egy játékteremben megvert pár kezdő játékost a The King of Fighters '95-ben.
Több a játékba tervezett karakter ki lett vágva a fejlesztés során, többek között Marth, King Dedede, Bowser és Mewtwo. Mindegyik karakter belekerült a későbbi részekbe.
A Super Smash Bros.-ban szerepelnek zenék a Nintendo egyes népszerű játék franchise-jaikból. Habár több zenét újonnan a játékhoz komponálták, vannak zenék, amiket pont a forrásjátékukból vettek. A Super Smash Bros. zenéjét Ando Hirokadzu komponálta, aki később visszatért a Super Smash Bros. Melee hang és zenei rendezőjeként. Egy teljes soundtracket adott ki a Teicsiku Records CD lemezen Japánban 2000-ben.

## Fogadtatás
| Összegzőoldal | Értékelés |
| ------------- | --------- |
| GameRankings  | 79%       |
| Metacritic    | 79/100    |

| Szerző          | Értékelés |
| --------------- | --------- |
| AllGame         | [ 27 ]    |
| EGM             | 8.625/10  |
| EP Daily        | 2/10      |
| Famicú          | 31/40     |
| Game Informer   | 8.5/10    |
| GameRevolution  | B         |
| GameSpot        | 7.5/10    |
| IGN             | 8.5/10    |
| Jeuxvideo.com   | 16/20     |
| N64 Magazine    | 90%       |
| Next Generation | [ 36 ]    |
| Nintendo Power  | 7.7/10    |

| Szerző | Díj                     |
| ------ | ----------------------- |
| IGN    | Legjobb verekedős játék |

Kritikailag a Super Smash Bros. pozitív kritikákat kapott, főleg dicsérve a többjátékos módot, a zenét, az „eredeti” verekedős játék stílust és az egyszerű fejlődési görbét. Ugyanakkor voltak kritikák, mint például nehéz követni a játék pontozását, az egyjátékos mód érzékelt nehézségét, valamint a tartalmak hiányát. A GameSpot korábbi szerkesztői vezetője, Jeff Gerstmann megjegyezte, hogy az egyjátékos játék „nem tart olyan sokáig”. A Super Smash Bros. kereskedelmi siker volt, Nintendo 64-es Player’s Choice cím lett, 1,97 millió példányban kelt el Japánban és 2,93 millió példányban kelt el az Egyesült Államokban 2008-ig.

### Lábjegyzet
1. ↑  Az Electronic Gaming Monthly kritikájában a játékot három kritikus 8,5/10-re és egy másik 9/10-re pontozta.[28]

## Lásd még
- The Outfoxies
- Jump Super Stars

## Fordítás
- Ez a szócikk részben vagy egészben  a   Super_Smash_Bros. (video game) című angol Wikipédia-szócikk fordításán alapul.  Az eredeti cikk szerkesztőit annak laptörténete sorolja fel. Ez a jelzés csupán a megfogalmazás eredetét és a szerzői jogokat jelzi, nem szolgál a cikkben szereplő információk forrásmegjelöléseként.